# Волтем (Міннесота)
Волтем (англ. Waltham) — місто (англ. city) в США, в окрузі Мовер штату Міннесота. Населення — 164 особи (2020).

## Географія
Волтем розташований за координатами 43°49′13″ пн. ш. 92°52′29″ зх. д. / 43.82028° пн. ш. 92.87472° зх. д. (43.820234, -92.874861).  За даними Бюро перепису населення США в 2010 році місто мало площу 1,19 км², уся площа — суходіл.

## Демографія
Згідно з переписом 2010 року, у місті мешкала 151 особа в 67 домогосподарствах у складі 40 родин. Густота населення становила 126 осіб/км².  Було 73 помешкання (61/км²).
Расовий склад населення:
| - 97,4 % — білих - 0,7 % — азіатів |

До двох чи більше рас належало 2,0 %. Частка іспаномовних становила 2,0 % від усіх жителів.
За віковим діапазоном населення розподілялося таким чином: 19,9 % — особи молодші 18 років, 68,8 % — особи у віці 18—64 років, 11,3 % — особи у віці 65 років та старші. Медіана віку мешканця становила 41,2 року. На 100 осіб жіночої статі у місті припадало 118,8 чоловіків;  на 100 жінок у віці від 18 років та старших — 128,3 чоловіків також старших 18 років.
Середній дохід на одне домашнє господарство  становив 59 437 доларів США (медіана — 60 625), а середній дохід на одну сім'ю — 67 976 доларів (медіана — 75 417). За межею бідності перебувало 10,8 % осіб, у тому числі 26,3 % дітей у віці до 18 років та 0,0 % осіб у віці 65 років та старших.
Цивільне працевлаштоване населення становило 108 осіб. Основні галузі зайнятості: виробництво — 37,0 %, освіта, охорона здоров'я та соціальна допомога — 21,3 %, роздрібна торгівля — 9,3 %, транспорт — 7,4 %.